# 에다시

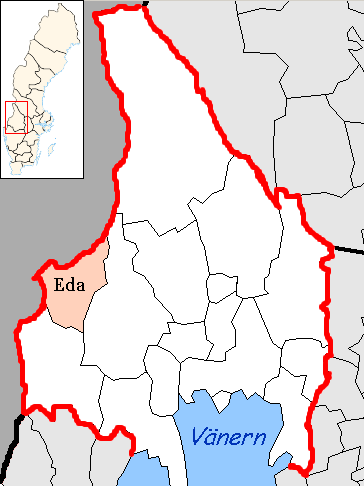
에다 시의 위치

에다시(스웨덴어: Eda kommun)는 스웨덴 베름란드주에 위치한 지방 자치체로 행정 중심지는 샬로텐베리이며 면적은 894.92km2, 인구는 8,526명(2016년 12월 31일 기준), 인구 밀도는 9.5명/km2이다.

시 문장